# Laodikeia

Laodikeia (längst i sydost) på en karta över Uppenbarelsebokens sju församlingar

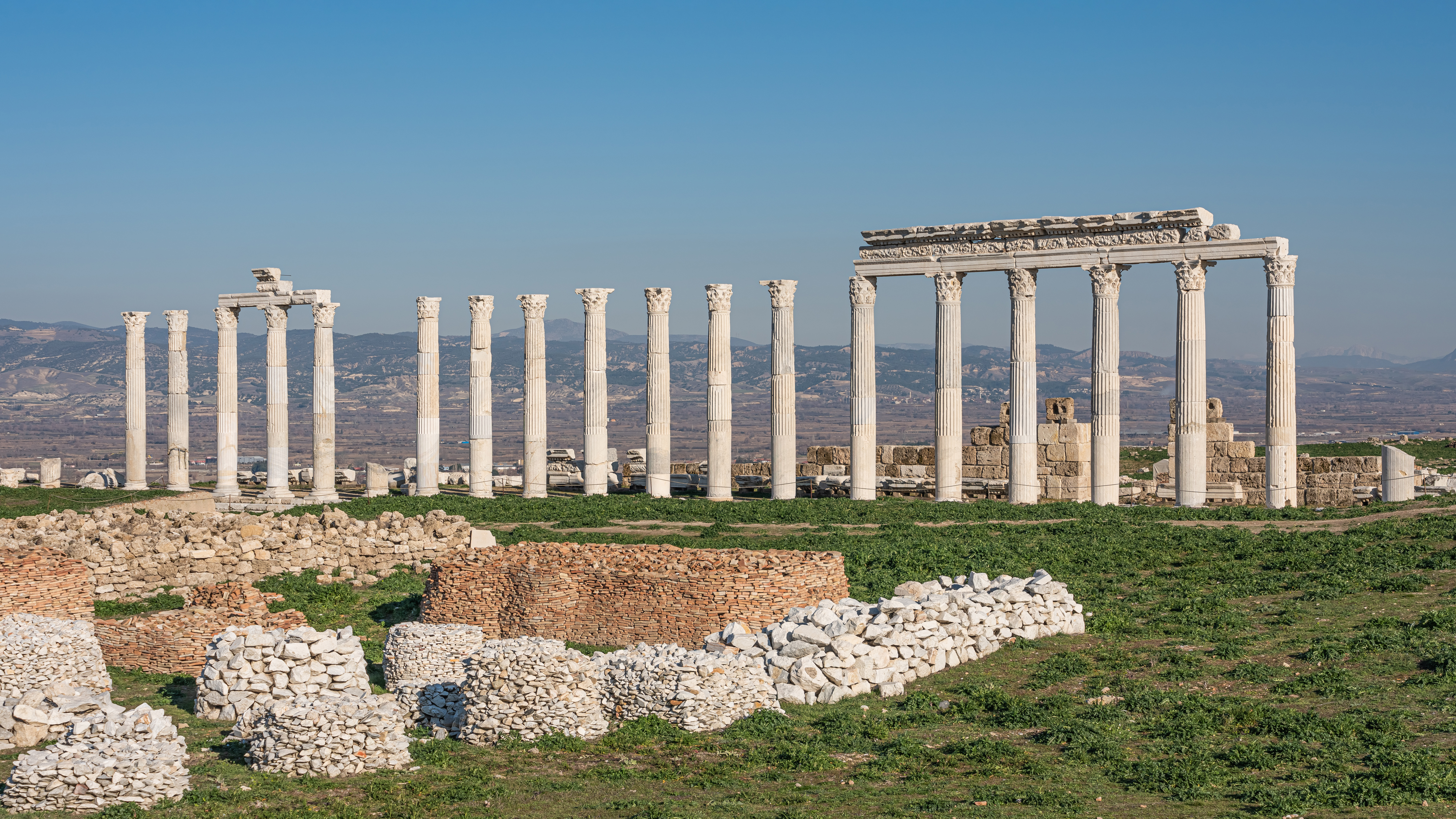
Romerska ruiner i Laoidicea.

Laodikeia vid Lykos (Laodicea ad Lycum) var en stad i Frygien i Mindre Asien, vid Lykos, en biflod till Maiandros. Staden låg nära Hierapolis och Kolossai, och grundades på 200-talet f.Kr. av den seleukidiske kungen Antiochos II, som döpte den efter sin gemål Laodike. Omkring 190 f.Kr. erövrades staden av kung Eumenes II av Pergamon, och år 133 f.Kr. kom den i romersk ägo. Under den romerska kejsartiden var den en mycket rik handelsstad, trots att den år 88 f.Kr. erövrades av Mithridates den store och flera gånger förstördes av jordbävningar. I synnerhet var den berömd för den fina ull som traktens får gav, och för sin ylleindustri. På Jesu tid var den även känd för sin läkemedelstillverkning och sin medicinska utbildning. Den laodikenske Zeus dyrkades vida omkring staden, och stod högt i anseende.
Kristendomen fick tidigt insteg i Laodikeia, och Paulus skrev till stadens kristna församling ett brev (Kol. 4:16). Det är oklart om detta brev finns kvar. Vissa forskare menar att det är samma brev som nu heter Efesierbrevet, medan andra hävdar att så inte är fallet. Laodikeia är en av de sju församlingarna i Uppenbarelseboken: enligt vers 3:14-22 hade församlingen i Laodikeia i känslan av sin rikedom blivit ljum i sin kristendom och förvärldsligats.
Ett kyrkomöte hölls i Laodicea cirka 363-364.
Under de bysantinska kejsarna fortfor Laodikeias rikedom, men år 1402, under krigen mot Osmanska riket, förstördes den av turkarna. Staden är nu endast en samling ruiner från romartiden och senare, bland annat en amfiteater, ett gymnasium och en akvedukt. Ruinerna ligger i den turkiska provinsen Denizli, nära byn Eskihisar.